# All You Need Is Now (singolo)
All You Need Is Now è un singolo del gruppo musicale britannico Duran Duran, pubblicato il 21 dicembre 2010 come primo estratto dall'album omonimo. Il brano figura la partecipazione di Mark Ronson e dei Duran Duran e ha ottenuto un buon successo in Italia nel 2011.
In Italia il singolo è rimasto in rotazione per molte settimane di seguito, ottenendo un ottimo successo nel febbraio 2011. Della canzone sono state pubblicate diversi remix come alcuni bonus track dell'album. La canzone ha raggiunto la posizione numero 38 su Billboard Adult Pop Songs Chart.

## Video musicale
Il videoclip, diretto da Nick Egan, mostra il gruppo che suona in una stanza pressurizzata. Si alternano alcune scene di giovani che si trovano in città e in metro. Le riprese dove si mostrano i Duran Duran suonare, sono state girate in bianco e nero.

## Tracce
UK CD single
1. All You Need Is Now (edit) – 4:34
2. All You Need Is Now (Youth Kills Mix) – 4:55

## Classifiche
| Classifica (2010-2011) | Posizione massima |
| ---------------------- | ----------------- |
| Italia                 | 20                |
| Regno Unito            | 38                |
| Slovacchia             | 70                |